# MTV Video Music Brasil 2012
Video Music Brasil 2012 (também conhecido como VMB 2012) foi a décima oitava edição da premiação, que aconteceu no Espaço das Américas, em São Paulo, no dia 20 de setembro de 2012 com duração de quatro horas. A MTV divulgou no dia 20 de julho as 12 categorias que vão integrar o Video Music Brasil 2012, que, como no ano passado, será decidida por um juri especial, com uma mudança: o público irá votar em todas as categorias, e caberá ao júri escolher o melhor entre os mais votados.
Pela primeira vez, a premiação não teve um host oficial. Para comandar a atração, vjs, humoristas e famosos revezaram-se na entrega dos prêmios, apresentação de shows, etc. Essa edição da premiação viria a ser a última com o fim da MTV Brasil em 2013.

## Indicados
| Categoria                    | Vencedor                                                                       | Indicados |
| ---------------------------- | ------------------------------------------------------------------------------ | --- |
| Videoclipe do Ano            | Racionais MC's - "Mil Faces De Um Homem Leal (Marighella)"                     | ConeCrewDiretoria - "Chama os Mulekes" Criolo - "Mariô" Edi Rock ft. Seu Jorge - "That’s My Way" Emicida - "Zica, vai lá" Fresno - "Infinito" Gaby Amarantos - "Xirley" Garotas Suecas - "Não Se Perca Por Aí" Mallu Magalhães - "Velha e Louca" Racionais MC's - "Mil Faces De Um Homem Leal (Marighella)" Vanguart - "Mi Vida Eres Tu" |
| Hit do Ano                   | Restart - "Menina Estranha"                                                    | Agridoce - "Dançando" ConeCrewDiretoria - "Chama os Mulekes" CW7 - "Tudo Que Eu Sinto" Emicida - "Zica, vai lá" Forfun - "Largo dos Leões" O Teatro Mágico - "Nosso Pequeno Castelo" Projota - "Desci a Ladeira" Rashid - "Quero ver Segurar" Restart - "Menina Estranha" Strike - "Fluxo Perfeito"                                      |
| Álbum do Ano                 | BNegão & Seletores de Frequência - "Sintoniza lá"                              | Agridoce - "Agridoce" BNegão & Seletores de Frequência - "Sintoniza lá" Cascadura - "Aleluia" Vanguart - "Boa Parte de mim vai embora" Vivendo do Ócio - "O Pensamento é Um Imã" |
| Música do Ano                | Emicida - "Dedo na Ferida" Wado Part. Marcelo Camelo - "Com a Ponta dos Dedos" | Emicida - "Dedo na Ferida" Rita Lee - "Reza" Vanguart - "Mi Vida Eres Tu Vida" Vivendo do Ócio - "Nostalgia" Wado Part. Marcelo Camelo - "Com a Ponta dos Dedos" |
| Melhor Capa                  | Gaby Amarantos - "Treme"                                                       | Agridoce - "Agridoce" Autoramas - "Música Crocante" Gaby Amarantos - "Treme" Vanguart - "Boa parte de mim vai embora" Zeca Baleiro - "O Disco do Ano" |
| Banda ou Artista Revelação   | Projota                                                                        | ConeCrewDiretoria Projota Rancore |
| Aposta MTV                   | O Terno                                                                        | RAPadura Xique Chico Selvagens à Procura de Lei Soulstripper O Terno Lemoskine |
| Artista Masculino            | Criolo                                                                         | Criolo Dinho Ouro Preto Emicida Lenine Projota |
| Artista Feminino             | Gaby Amarantos                                                                 | Gaby Amarantos Gal Costa Mallu Magalhães Maria Gadú Rita Lee |
| Melhor Banda                 | Vanguart                                                                       | ConeCrewDiretoria Forfun Gloria Restart Vanguart |
| Artista Internacional do Ano | One Direction                                                                  | Jay Z & Kanye West Katy Perry Lana Del Rey Maroon 5 Nicki Minaj One Direction Rihanna Justin Bieber Taylor Swift Demi Lovato |
| Artista do Ano               | Gaby Amarantos                                                                 | Agridoce Emicida Gaby Amarantos Rita Lee Vanguart |

## Shows[4]
| Shows do VMB 2012 |
| --- |
| Racionais MC's part. Dexter, DJ Cia (RZO), Du Bronk’s (Rosana Bronx), Helião, Negreta e Seu Jorge - Show de Encerramento - Cores e Valores, Eu Sou 157, Negro Drama, Mil Faces de Um Homem Leal (Marighella), That's My Way e Da Ponte pra Cá |
| ConeCrewDiretoria - Chama os Mulekes |
| Projota - Pode se Envolver |
| Agridoce - Please, Please, Please, Let Me Get What I Want |
| Karina Buhr - Cara Palavra |
| Bonde do Rolê - Brazilian Boys |
| Emicida part. Rashid, Iggor Cavalera, Lúcio Maia e Joe - Dedo na Ferida |
| Marcelo D2 - Eu Já Sabia |
| Gal Costa - Neguinho |
| Planet Hemp - Show de Abertura - Dig Dig Dig (Hempa!), Planet Hemp, Mantenha o Respeito, Legalize Já, Fazendo a Cabeça e A Culpa é De Quem?                                                                                                   |

## Apresentadores
| Apresentador (es)                     | Apresentou                          |
| ------------------------------------- | ----------------------------------- |
| Didi Effe , Marimoon e Tatá Werneck   | Aquecimento VMB                     |
| Marcelo Adnet                         | Locução                             |
| Brothers of Brazil                    | Categoria Música do Ano             |
| Bento Ribeiro e PC Siqueira           | Categoria Melhor Capa               |
| Sarah Menezes,Sheila e Arthur Zanetti | Categoria Clipe do Ano              |
| Criolo                                | Categoria Revelação do Ano          |
| Roxanne                               | Categoria Aposta MTV                |
| Bob Burnquist                         | Categoria Artista Internacional     |
| João Lucas e Marcelo e Detonator      | Categoria Hit do Ano                |
| Dani Calabresa, Val Marchiori         | Categoria Melhor Disco              |
| Eduardo Sterblitch                    | Categoria Melhor Banda              |
| Daniela Cicarelli                     | Categoria Artista Masculino do Ano  |
| Patrícia Abravanel e Monica Iozzi     | Categoria Artista Feminino do Ano   |
| Marcelo Adnet                         | Categoria Artista do Ano            |
| Negra Li e Lucas Silveira             | Show da Agridoce                    |
| Helio Flanders e Emerson Sheik        | Show de Projota e ConeCrewDiretoria |
| Didi Effe e Titi Muller               | Show de Karina Buhr                 |
| Paulinho Serra e Jana Rosa            | Show da Bonde do Rolê               |
| Os Gêmeos                             | Show de Emicida part. Rashid        |
| Deco Neves e Lucas Stegmann           | Show de Marcelo D2                  |
| BNegão e Gaby Amarantos               | Show de Gal Costa                   |
| Chuck Hipolitho e Gaía Passarelli     | Show da Planet Hemp                 |
| Neymar                                | Show do Racionais MC's              |